# 柱子圣母圣殿 (布宜诺斯艾利斯)

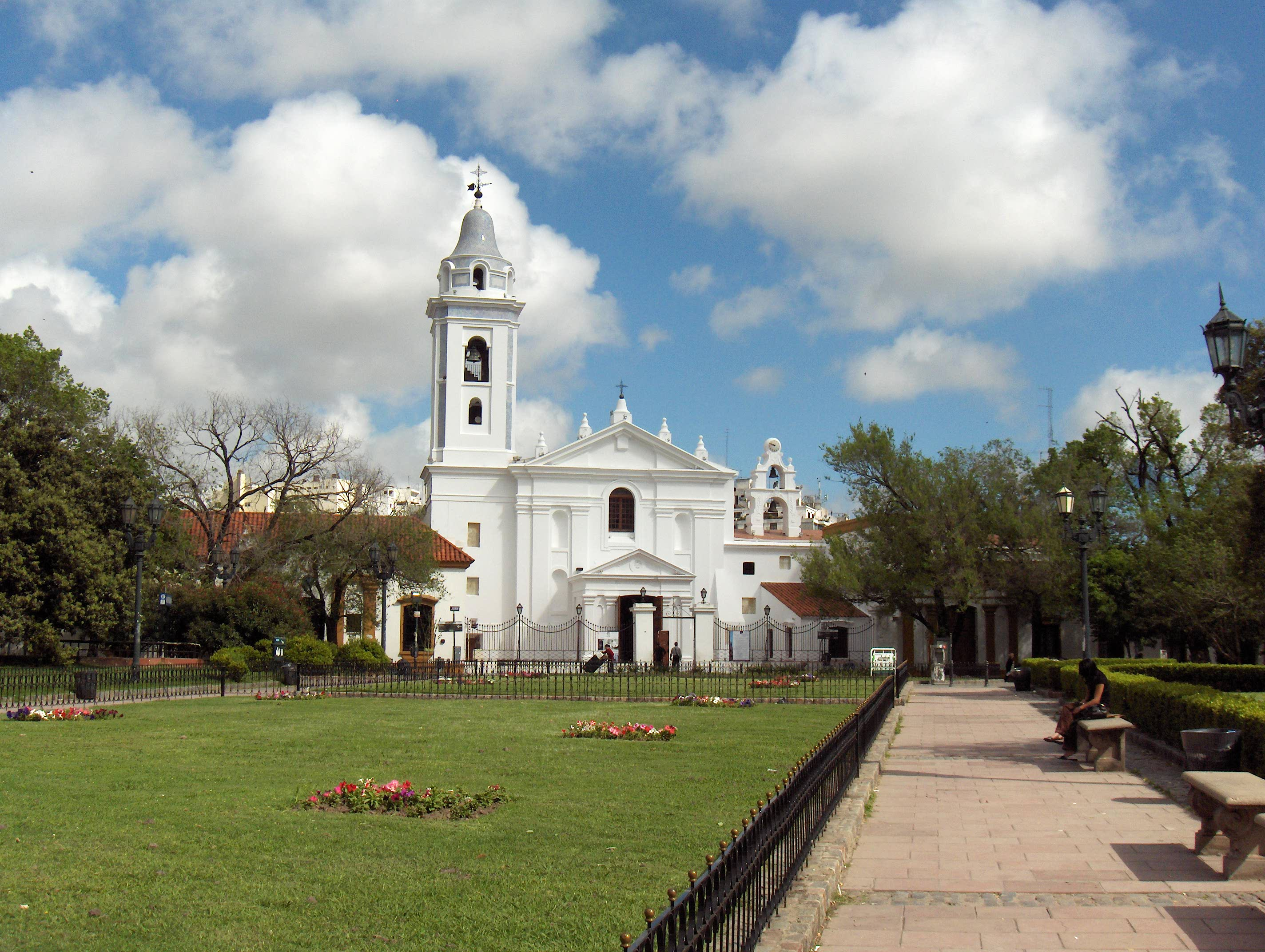
柱子圣母圣殿

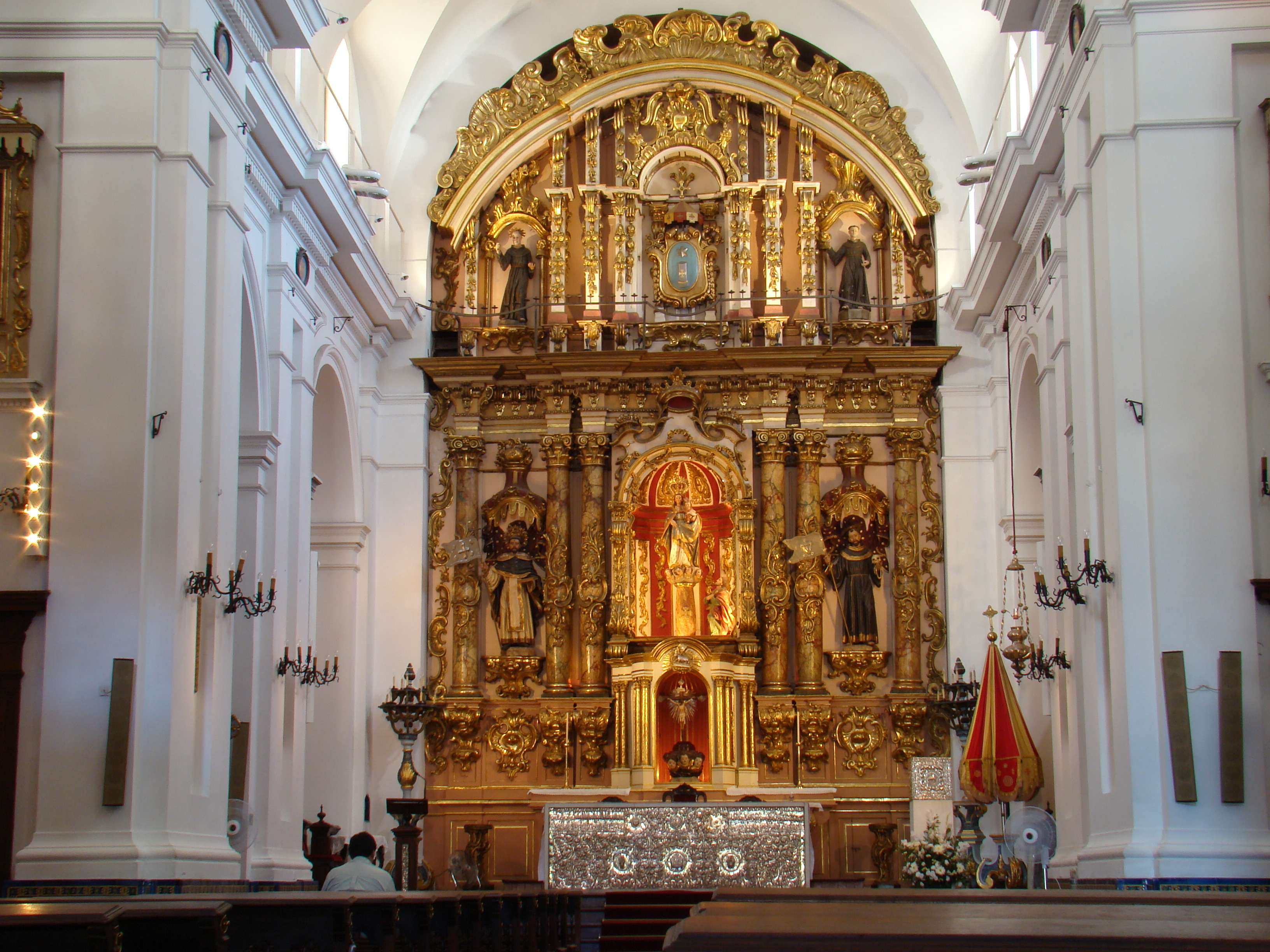
内部

柱子圣母圣殿（西班牙語：Basílica de Nuestra Señora del Pilar）是一座罗马天主教宗座圣殿，位于阿根廷布宜诺斯艾利斯雷科莱塔区；当时是方济各会修道院的一部分。它建成于1732年，在十九世纪是一个顾客在布宜诺斯艾利斯的一个本堂区，也是该市第二古老的教堂。该堂供奉柱子圣母，是施主家乡萨拉戈萨的主保。
开始时建筑师是意大利耶稣会的Andrés Bianchi，1732年10月12日建成，1734年5月30日，亚松森主教为教堂祝圣。 
1821年，总督马丁罗德里格驱逐修士，没收其财产，修道院被关闭多年，改设雷科莱塔公墓。1829年11月18日，设立本堂区，1936年升格为宗座圣殿。
1942年5月21日，它被列为国家历史古迹。
内部华丽的祭台为巴洛克式。

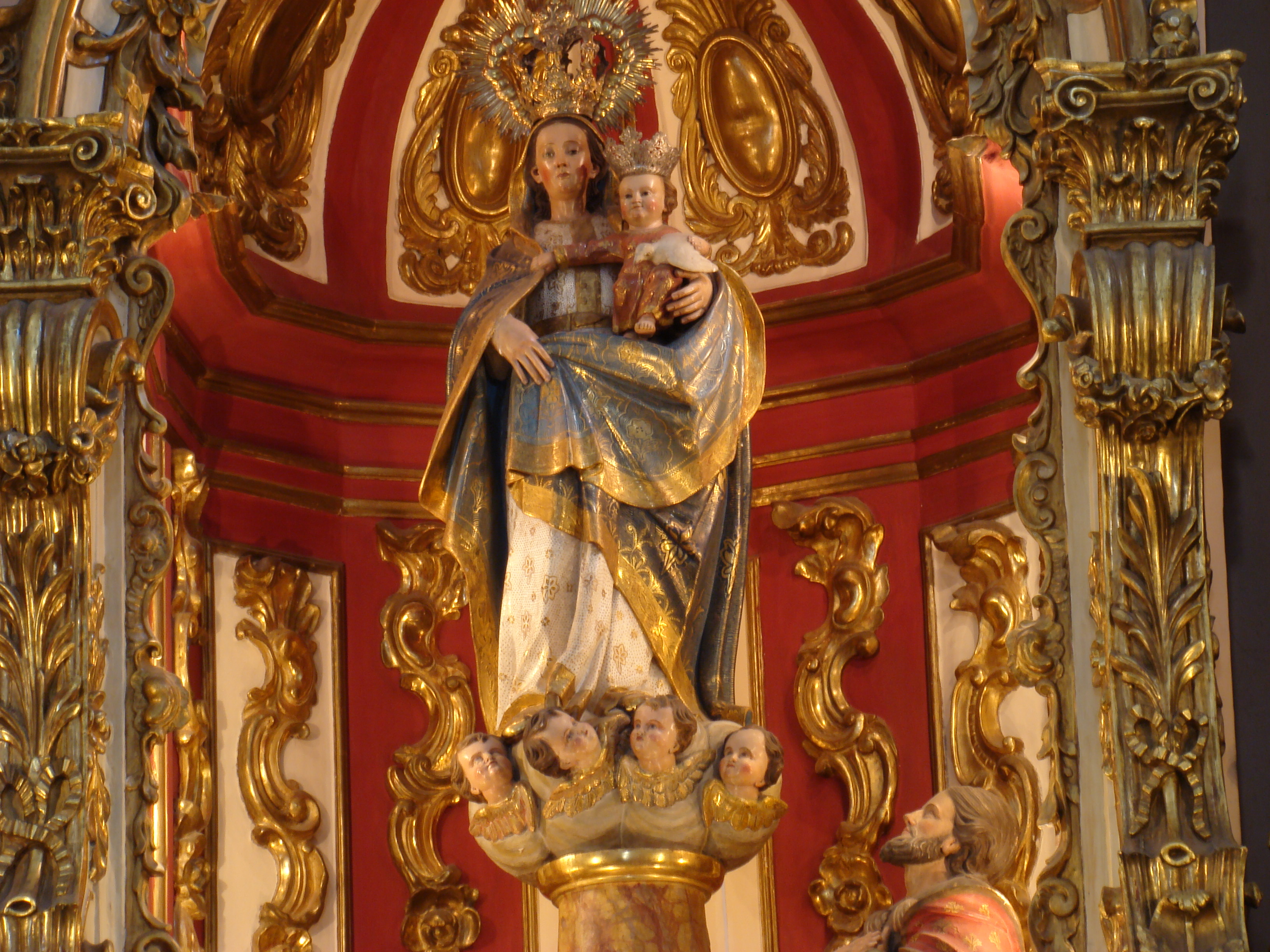
圣母像
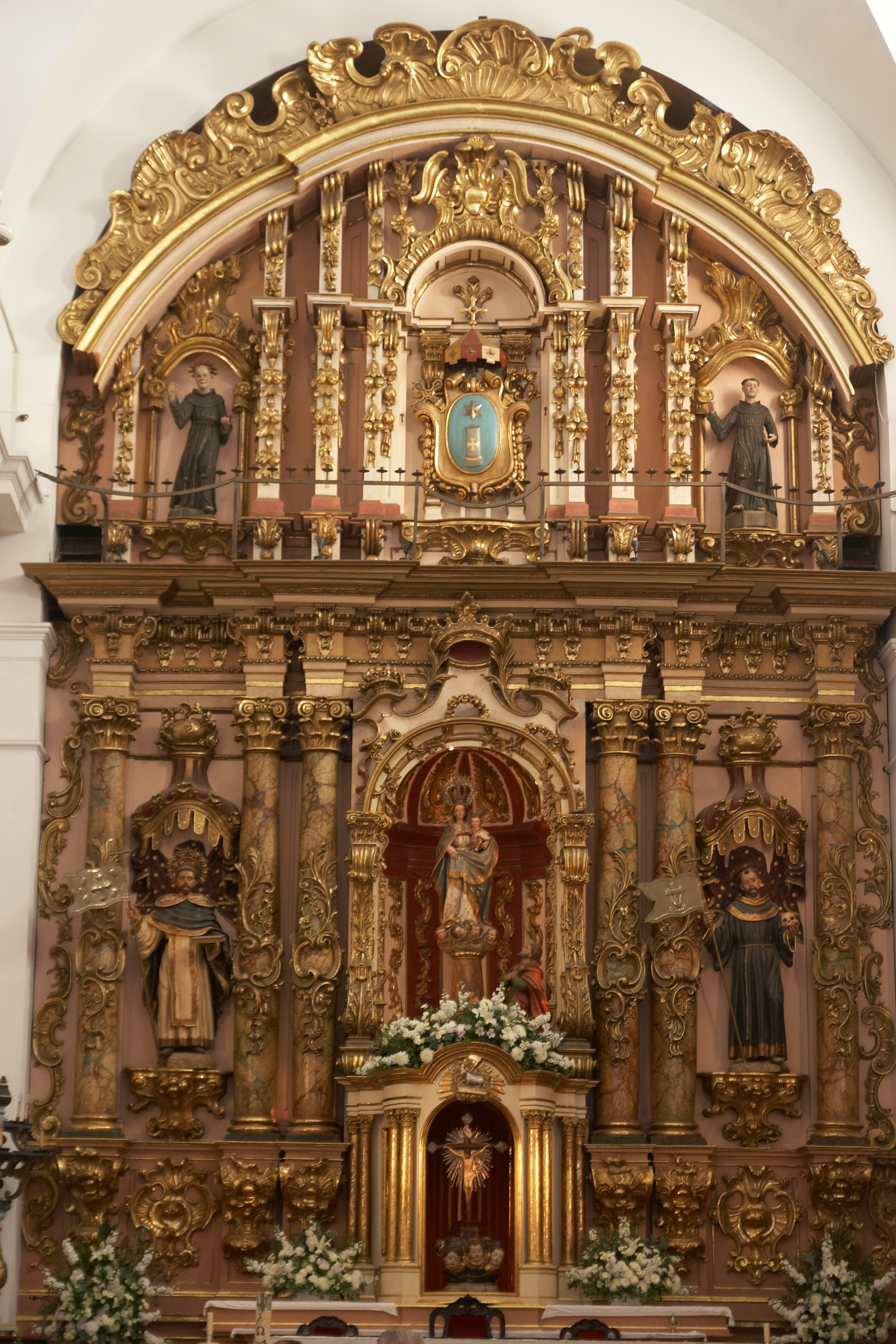
正祭台
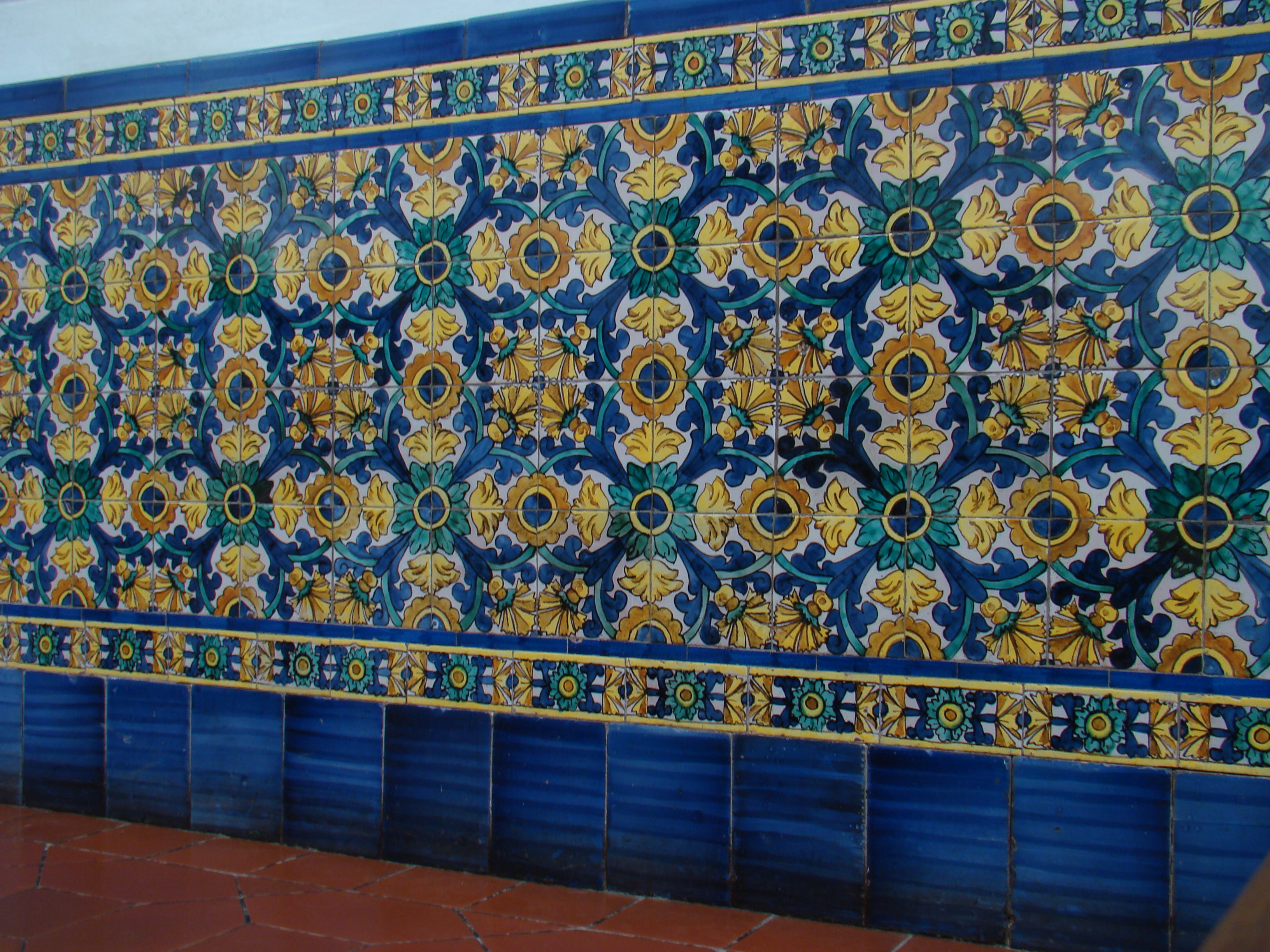
瓷砖
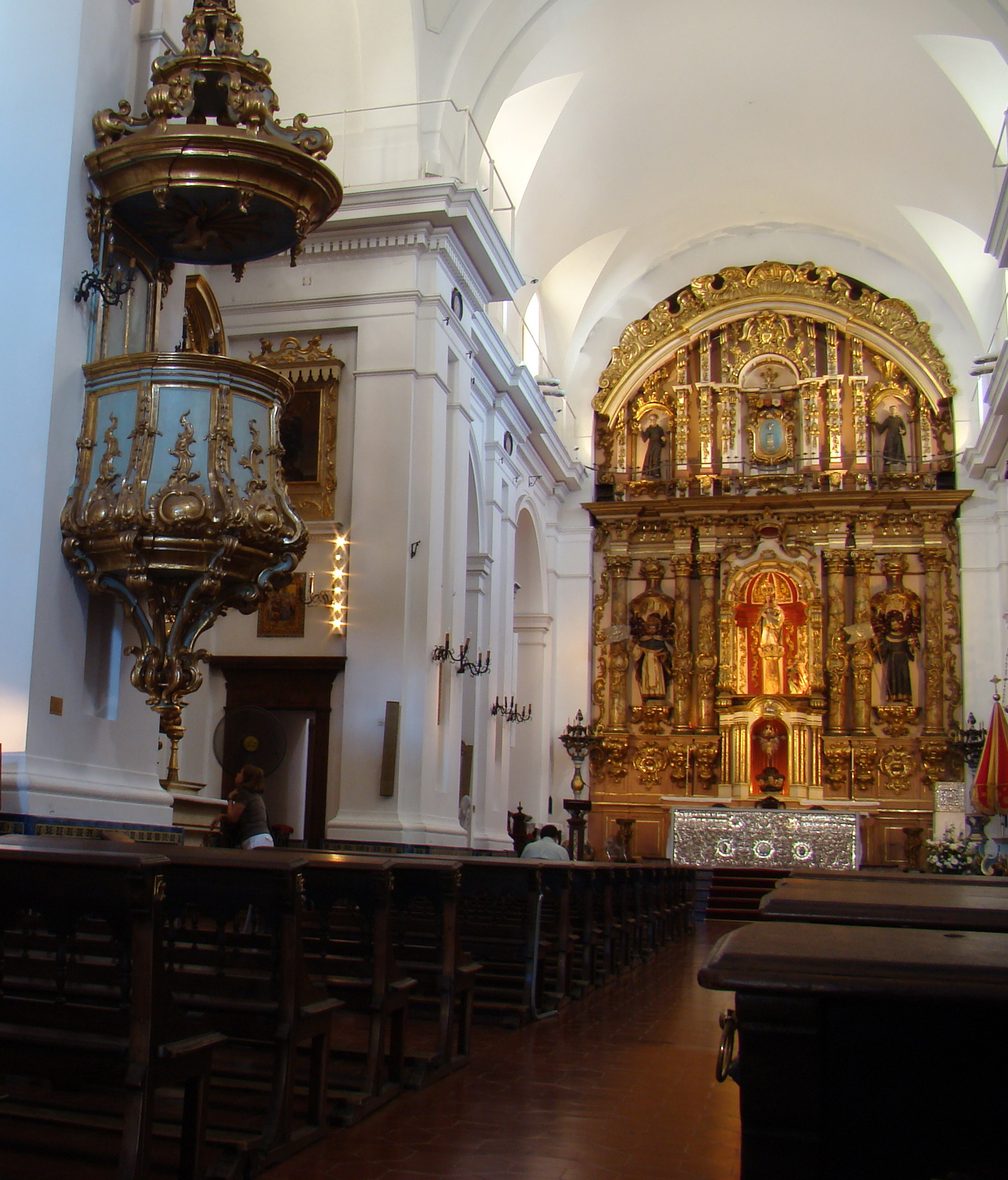
巴洛克讲坛